# Espacio vectorial topológico completo
En análisis funcional y áreas relacionadas de matemáticas, un espacio vectorial topológico completo es un espacio vectorial topológico (EVT) con la propiedad de que cada vez que los puntos se acercan progresivamente entre sí, existe algún punto {\displaystyle x} hacia el cual todos se acercan.
La noción de "puntos que se acercan progresivamente" se define rigurosamnete en las entradas dedicadas a  redes o a los espacios uniformes, que son generalizaciones de las sucesiones de Cauchy, mientras que el concepto de "punto {\displaystyle x} hacia el cual se acercan todos" significa que esta red de Cauchy o filtro converge a {\displaystyle x.}
La noción de completitud para un EVT utiliza la teoría de espacios uniformes como marco para generalizar la noción de completitud para espacios métricos.
Pero a diferencia de la completitud de la métrica, la completitud de un EVT no depende de ninguna métrica y se define para todos los EVT, incluidos aquellos que no son metrizables o de Hausdorff.
La completitud es una propiedad extremadamente importante que debe poseer un espacio vectorial topológico.
Las nociones de completitud para los espacios vectoriales normados y los metrizables, que comúnmente se definen en términos de completitud de una norma o métrica particular, pueden reducirse a esta noción de completitud para los EVTs, una noción que es independiente de cualquier norma o métrica particular.
Un espacio vectorial topológico metrizable {\displaystyle X} con una métrica invariante a la traslación {\displaystyle d} está completo como EVT si y solo si {\displaystyle (X,d)} es un espacio métrico completo, lo que por definición significa que cada {\displaystyle d}-sucesión de Cauchy converge a algún punto en {\displaystyle X.} Ejemplos destacados de EVTs completos que también son metrizables incluyen todos los espacios F y, en consucesión, también todos los espacios de Fréchet, los espacios de Banach y los espacios de Hilbert. Ejemplos destacados de EVTs completos que (típicamente) no son metrizables incluyen los espacios LF estrictos como el espacio de funciones de prueba {\displaystyle C_{c}^{\infty }(U)} con su topología LF canónica, el espacio dual fuerte de cualquier espacio de Fréchet no normable, así como muchas otras topologías polares en espacios duales u otras topologías en espacios de aplicaciones lineales.
Explícitamente, un espacio vectorial topológico (EVT) es completo si cada red, o equivalentemente, cada filtro de Cauchy con respecto a la uniformidad canónica del espacio necesariamente converge en algún punto. Dicho de otra manera, un EVT está completo si su uniformidad canónica es uniforme.
La uniformidad canónica en un EVT {\displaystyle (X,\tau )} es la única uniformidad invariante a la traslación que induce en {\displaystyle X} la topología {\displaystyle \tau .}
Esta noción de "completitud del EVT" depende solo de la resta de vectores y de la topología del EVT. En consucesión, se puede aplicar a todos los EVTs, incluidos aquellos cuyas topologías no se pueden definir en términos métricos o pseudométricos.
Un EVT que cumple el primer axioma de numerabilidad está completo si y solo si cada sucesión de Cauchy (o equivalentemente, cada filtro de Cauchy elemental) converge en algún punto.
Todo espacio vectorial topológico {\displaystyle X,} incluso si no es metrizable o no es de Hausdorff, tiene una completación, que por definición es un EVT {\displaystyle C} completo en el que {\displaystyle X} puede ser EVT-embebido como subespacio vectorial denso. Además, cada EVT de Hausdorff tiene una completación de Hausdorff, que es necesariamente salvo EVTs única. Sin embargo, como se analiza a continuación, todos los EVT tienen infinitas completaciones que no son de Hausdorff y que no son EVT-isomorfas entre sí.

## Definiciones
Esta sección resume la definición de un espacio vectorial topológico (EVT) completo en términos de redes y prefiltros.
Puede encontrar información sobre la convergencia de redes y filtros, como definiciones y propiedades, en el artículo sobre filtros en topología.
Cada espacio vectorial topológico (EVT) es un grupo topológico conmutativo con identidad bajo la suma, y la uniformidad canónica de un EVT se define enteramente en términos de la resta (y por tanto, de la suma). La multiplicación escalar no está involucrada y no se necesita estructura adicional.

### Uniformidad canónica
La diagonal de {\displaystyle X} es el conjunto
{\displaystyle \Delta _{X}~{\stackrel {\scriptscriptstyle {\text{def}}}{=}}~\{(x,x):x\in X\}}
y para cualquier {\displaystyle N\subseteq X,} el acompañamiento canónico
/entorno
alrededor de {\displaystyle N} es el conjunto
{\displaystyle {\begin{alignedat}{4}\Delta _{X}(N)~&~{\stackrel {\scriptscriptstyle {\text{def}}}{=}}~\{(x,y)\in X\times X~:~x-y\in N\}=\bigcup _{y\in X}[(y+N)\times \{y\}]\\&=\Delta _{X}+(N\times \{0\})\end{alignedat}}}
donde si {\displaystyle 0\in N}, entonces {\displaystyle \Delta _{X}(N)} contiene la diagonal {\displaystyle \Delta _{X}(\{0\})=\Delta _{X}.}
Si {\displaystyle N} es un conjunto simétrico (es decir, si {\displaystyle -N=N}), entonces {\displaystyle \Delta _{X}(N)} es simétrico , lo que por definición significa que {\displaystyle \Delta _{X}(N)=\left(\Delta _{X}(N)\right)^{\operatorname {op} }} se cumple donde {\displaystyle \left(\Delta _{X}(N)\right)^{\operatorname {op} }~{\stackrel {\scriptscriptstyle {\text{def}}}{=}}~\left\{(y,x):(x,y)\in \Delta _{X}(N)\right\},} y además, la composición de este conjunto simétrico consigo mismo es:
{\displaystyle {\begin{alignedat}{4}\Delta _{X}(N)\circ \Delta _{X}(N)~&~{\stackrel {\scriptscriptstyle {\text{def}}}{=}}~\left\{(x,z)\in X\times X~:~{\text{ existe }}y\in X{\text{ tal que }}x,z\in y+N\right\}=\bigcup _{y\in X}[(y+N)\times (y+N)]\\&=\Delta _{X}+(N\times N).\end{alignedat}}}
Si {\displaystyle {\mathcal {L}}} es cualquier base de entornos en el origen de {\displaystyle (X,\tau )}, entonces la familia de subconjuntos de {\displaystyle X\times X:}
{\displaystyle {\mathcal {B}}_{\mathcal {L}}~{\stackrel {\scriptscriptstyle {\text{def}}}{=}}~\left\{\Delta _{X}(N):N\in {\mathcal {L}}\right\}}
es un prefiltro en {\displaystyle X\times X.}
Si {\displaystyle {\mathcal {N}}_{\tau }(0)} es la base de entornos en el origen en {\displaystyle (X,\tau )}, entonces {\displaystyle {\mathcal {B}}_{{\mathcal {N}}_{\tau }(0)}} forma un espacio uniforme para una estructura uniforme en {\displaystyle X} que se considera canónica.
Explícitamente, por definición, la uniformidad canónica
en {\displaystyle X} inducida por {\displaystyle (X,\tau )} es el filtro {\displaystyle {\mathcal {U}}_{\tau }} en {\displaystyle X\times X} generado por el prefiltro  anterior:
{\displaystyle {\mathcal {U}}_{\tau }~{\stackrel {\scriptscriptstyle {\text{def}}}{=}}~{\mathcal {B}}_{{\mathcal {N}}_{\tau }(0)}^{\uparrow }~{\stackrel {\scriptscriptstyle {\text{def}}}{=}}~\left\{S\subseteq X\times X~:~N\in {\mathcal {N}}_{\tau }(0){\text{ y }}\Delta _{X}(N)\subseteq S\right\}}
donde {\displaystyle {\mathcal {B}}_{{\mathcal {N}}_{\tau }(0)}^{\uparrow }} denota la sección final de {\displaystyle {\mathcal {B}}_{{\mathcal {N}}_{\tau }(0)}} en {\displaystyle X\times X.}
La misma uniformidad canónica resultaría si se utilizara una base de entorno del origen en lugar del filtro de todos los entornos del origen. Si {\displaystyle {\mathcal {L}}} es cualquier base de entornos en el origen en {\displaystyle (X,\tau )}, entonces el filtro en {\displaystyle X\times X} generado por el prefiltro {\displaystyle {\mathcal {B}}_{\mathcal {L}}} es igual a la uniformidad canónica {\displaystyle {\mathcal {U}}_{\tau }} inducida por {\displaystyle (X,\tau ).}

### Red de Cauchy
La teoría general de espacios uniformes tiene su propia definición de "prefiltro de Cauchy" y de "red de Cauchy". Para la uniformidad canónica en {\displaystyle X,} estas definiciones se reducen a las que se indican a continuación.
Supóngase que {\displaystyle x_{\bullet }=\left(x_{i}\right)_{i\in I}} es una red en {\displaystyle X} e {\displaystyle y_{\bullet }=\left(y_{j}\right)_{j\in J}} es una red en {\displaystyle Y.}
El producto {\displaystyle I\times J} se convierte en un conjunto dirigido al declarar {\displaystyle (i,j)\leq \left(i_{2},j_{2}\right)} si y solo si {\displaystyle i\leq i_{2}} y {\displaystyle j\leq j_{2}.}
Entonces
{\displaystyle x_{\bullet }\times y_{\bullet }~{\stackrel {\scriptscriptstyle {\text{def}}}{=}}~\left(x_{i},y_{j}\right)_{(i,j)\in I\times J}}
denota el producto red
(cartesiano), donde en particular {\textstyle x_{\bullet }\times x_{\bullet }~{\stackrel {\scriptscriptstyle {\text{def}}}{=}}~\left(x_{i},x_{j}\right)_{(i,j)\in I\times I}.} Si {\displaystyle X=Y}, entonces la imagen de esta red bajo la aplicación suma de vectores {\displaystyle X\times X\to X} denota la suma
de estas dos redes:
{\displaystyle x_{\bullet }+y_{\bullet }~{\stackrel {\scriptscriptstyle {\text{def}}}{=}}~\left(x_{i}+y_{j}\right)_{(i,j)\in I\times J}}
y de manera similar, su diferencia
se define como la imagen del producto de redes bajo la aplicación resta vectorial {\displaystyle (x,y)\mapsto x-y}:
{\displaystyle x_{\bullet }-y_{\bullet }~{\stackrel {\scriptscriptstyle {\text{def}}}{=}}~\left(x_{i}-y_{j}\right)_{(i,j)\in I\times J}.}
En particular, la notación {\displaystyle x_{\bullet }-x_{\bullet }=\left(x_{i}\right)_{i\in I}-\left(x_{i}\right)_{i\in I}} denota la red indexada {\displaystyle I^{2}} por {\displaystyle \left(x_{i}-x_{j}\right)_{(i,j)\in I\times I}} y no la red indexada {\displaystyle I} por {\displaystyle \left(x_{i}-x_{i}\right)_{i\in I}=(0)_{i\in I}}, ya que usar este último como definición haría que la notación fuera inútil.
Una red {\displaystyle x_{\bullet }=\left(x_{i}\right)_{i\in I}} en un EVT {\displaystyle X} se llama red de Cauchy si:
{\displaystyle x_{\bullet }-x_{\bullet }~{\stackrel {\scriptscriptstyle {\text{def}}}{=}}~\left(x_{i}-x_{j}\right)_{(i,j)\in I\times I}\to 0\quad {\text{ en }}X.}
Explícitamente, esto significa que para cada entorno {\displaystyle N} de {\displaystyle 0} en {\displaystyle X,} existe algún índice {\displaystyle i_{0}\in I} tal que {\displaystyle x_{i}-x_{j}\in N} para todos los índices {\displaystyle i,j\in I} que satisfacen {\displaystyle i\geq i_{0}} y {\displaystyle j\geq i_{0}.}
Es suficiente verificar cualquiera de estas condiciones definitorias para cualquier base de entornos de {\displaystyle 0} en {\displaystyle X.}
Una sucesión de Cauchy es una sucesión que también es una red de Cauchy.
Si {\displaystyle x_{\bullet }\to x}, entonces {\displaystyle x_{\bullet }\times x_{\bullet }\to (x,x)} en {\displaystyle X\times X}, y en consucesión, la continuidad de la aplicación resta vectorial {\displaystyle S:X\times X\to X,} que está definido por {\displaystyle S(x,y)~{\stackrel {\scriptscriptstyle {\text{def}}}{=}}~x-y,} garantiza que {\displaystyle S\left(x_{\bullet }\times x_{\bullet }\right)\to S(x,x)} en {\displaystyle X,} donde {\displaystyle S\left(x_{\bullet }\times x_{\bullet }\right)=\left(x_{i}-x_{j}\right)_{(i,j)\in I\times I}=x_{\bullet }-x_{\bullet }} y {\displaystyle S(x,x)=x-x=0.}
Esto demuestra que toda red convergente es una red de Cauchy.
Por definición, un espacio se llama completo si lo contrario también es siempre cierto.
Es decir, {\displaystyle X} está completo si y solo si se cumple lo siguiente:
Siempre que {\displaystyle x_{\bullet }} sea una red en {\displaystyle X,} entonces {\displaystyle x_{\bullet }} converge (hasta algún punto) en {\displaystyle X} si y solo si {\displaystyle x_{\bullet }-x_{\bullet }\to 0} en {\displaystyle X.}
Una caracterización similar de completitud se cumple si se utilizan filtros y prefiltros en lugar de redes.
Una serie {\displaystyle \sum _{i=1}^{\infty }x_{i}} se denomina serie de Cauchy
(respectivamente, una serie convergente
) si la sucesión de series {\displaystyle \left(\sum _{i=1}^{n}x_{i}\right)_{n=1}^{\infty }} es una sucesión de Cauchy (respectivamente, un límite de una sucesión). Toda serie convergente es necesariamente una serie de Cauchy. En un EVT completo, cada serie de Cauchy es necesariamente una serie convergente.

### Filtro de Cauchy y prefiltro de Cauchy
Un prefiltro {\displaystyle {\mathcal {B}}} en un espacio vectorial topológico {\displaystyle X} se denomina prefiltro de Cauchy si satisface cualquiera de las siguientes condiciones equivalentes:
1. {\displaystyle {\mathcal {B}}-{\mathcal {B}}\to 0} en {\displaystyle X.}
  - La familia {\displaystyle {\mathcal {B}}-{\mathcal {B}}~{\stackrel {\scriptscriptstyle {\text{def}}}{=}}~\{B-C:B,C\in {\mathcal {B}}\}} es un prefiltro.
  - Explícitamente, {\displaystyle {\mathcal {B}}-{\mathcal {B}}\to 0} significa que para cada entorno {\displaystyle N} del origen en {\displaystyle X,} existe {\displaystyle B,C\in {\mathcal {B}}} tal que {\displaystyle B-C\subseteq N.}
2. {\displaystyle \{B-B:B\in {\mathcal {B}}\}\to 0} en {\displaystyle X.}
  - La familia {\displaystyle \{B-B:B\in {\mathcal {B}}\}} es un prefiltro equivalente a {\displaystyle {\mathcal {B}}-{\mathcal {B}}} ("equivalencia" significa que estos prefiltros generan el mismo filtro en {\displaystyle X}).
  - Explícitamente, {\displaystyle \{B-B:B\in {\mathcal {B}}\}\to 0} significa que para cada entorno {\displaystyle N} del origen en {\displaystyle X,} existe algún {\displaystyle B\in {\mathcal {B}}} tal que {\displaystyle B-B\subseteq N.}
3. Para cada entorno {\displaystyle N} del origen en {\displaystyle X,} {\displaystyle {\mathcal {B}}} contiene algún conjunto pequeño {\displaystyle N} (es decir, existe algún {\displaystyle B\in {\mathcal {B}}} tal que {\displaystyle B-B\subseteq N}).[7]
  - Un subconjunto {\displaystyle B\subseteq X} se llama {\displaystyle N}-pequeño o de pequeño orden

{\displaystyle N}[6] si {\displaystyle B-B\subseteq N.}
4. Para cada entorno {\displaystyle N} del origen en {\displaystyle X,} existe un {\displaystyle x\in X} y un {\displaystyle B\in {\mathcal {B}}} tal que {\displaystyle B\subseteq x+N.}[6]
  - Esta afirmación sigue siendo cierta si "{\displaystyle B\subseteq x+N}" se reemplaza por "{\displaystyle x+B\subseteq N.}"
5. Cada entorno del origen en {\displaystyle X} contiene algún subconjunto de la forma {\displaystyle x+B} donde {\displaystyle x\in X} y {\displaystyle B\in {\mathcal {B}}.}

Es suficiente verificar cualquiera de las condiciones anteriores para cualquier base de entornos de {\displaystyle 0} en {\displaystyle X.}
Un filtro de Cauchy es un prefiltro de Cauchy que también es un filtro en {\displaystyle X.}
Si {\displaystyle {\mathcal {B}}} es un prefiltro en un espacio vectorial topológico {\displaystyle X} y si {\displaystyle x\in X,} entonces {\displaystyle {\mathcal {B}}\to x} en {\displaystyle X} si y solo si {\displaystyle x\in \operatorname {cl} {\mathcal {B}}} y {\displaystyle {\mathcal {B}}} es de Cauchy.

### Subconjunto completo
Para cualquier {\displaystyle S\subseteq X,} un prefiltro {\displaystyle {\mathcal {C}}} en {\displaystyle S} es necesariamente un subconjunto de {\displaystyle \wp (S)}; es decir, {\displaystyle {\mathcal {C}}\subseteq \wp (S).}
Un subconjunto {\displaystyle S} de un EVT {\displaystyle (X,\tau )} se denomina subconjunto completo
si satisface cualquiera de las siguientes condiciones equivalentes:
1. Cada prefiltro de Cauchy {\displaystyle {\mathcal {C}}\subseteq \wp (S)} en {\displaystyle S} converge a al menos un punto de {\displaystyle S.}
  - Si {\displaystyle X} es de Hausdorff, entonces cada prefiltro en {\displaystyle S} convergerá como máximo a un punto de {\displaystyle X.} Pero si {\displaystyle X} no es de Hausdorff, entonces un prefiltro puede converger a múltiples puntos en {\displaystyle X.} Lo mismo ocurre con las redes.
2. Cada red de Cauchy en {\displaystyle S} converge hasta al menos un punto de {\displaystyle S.}
3. {\displaystyle S} es un espacio uniforme completo (según la definición de la topología de conjuntos de puntos de "espacio uniforme completo") cuando {\displaystyle S} está dotado de la uniformidad inducida en él por la uniformidad canónica de {\displaystyle X.}

El subconjunto {\displaystyle S} se denomina subconjunto secuencialmente completo
si cada sucesión de Cauchy en {\displaystyle S} (o equivalentemente, cada filtro/prefiltro elemental de Cauchy en {\displaystyle S}) converge al menos a un punto de {\displaystyle S.}
Es importante destacar que la convergencia de a puntos fuera de {\displaystyle S} no impide que un conjunto esté completo en: si {\displaystyle X} no es de Hausdorff y si cada prefiltro de Cauchy en {\displaystyle S} converge a algún punto de {\displaystyle S,} entonces {\displaystyle S} estará completo incluso si algunos o todos los prefiltros de Cauchy en {\displaystyle S} también convergen a puntos en {\displaystyle X\setminus S.} En resumen, no existe ningún requisito de que estos prefiltros de Cauchy en {\displaystyle S} converjan solo a puntos en {\displaystyle S.} Lo mismo puede decirse de la convergencia de redes de Cauchy en {\displaystyle S.}
Como consucesión, si un EVT {\displaystyle X} no es de Hausdorff, entonces cada subconjunto del cierre de {\displaystyle \{0\}} en {\displaystyle X} está completo porque es compacto y cada conjunto compacto es necesariamente completo.
En particular, si {\displaystyle \varnothing \neq S\subseteq \operatorname {cl} _{X}\{0\}} es un subconjunto adecuado, como {\displaystyle S=\{0\}}, por ejemplo, entonces {\displaystyle S} estaría completo aunque cada red de Cauchy en {\displaystyle S} (y también cada prefiltro de Cauchy en {\displaystyle S}) converja a cada punto en {\displaystyle \operatorname {cl} _{X}\{0\},} incluidos esos puntos en {\displaystyle \operatorname {cl} _{X}\{0\}} que no pertenecen a {\displaystyle S.}
Este ejemplo también muestra que los subconjuntos completos (y de hecho, incluso los subconjuntos compactos) de un EVT que no es de Hausdorff, pueden no cerrarse. Por ejemplo, si {\displaystyle \varnothing \neq S\subseteq \operatorname {cl} _{X}\{0\}}, entonces {\displaystyle S=\operatorname {cl} _{X}\{0\}} si y solo si {\displaystyle S} está cerrado en {\displaystyle X.}

### Espacio vectorial topológico completo
Un espacio vectorial topológico {\displaystyle X} se denomina espacio vectorial topológico completo
si se cumple alguna de las siguientes condiciones equivalentes:
1. {\displaystyle X} es un espacio uniforme cuando está dotado de su uniformidad canónica.
  - En la teoría general de espacio uniforme, un espacio uniforme se llama espacio uniforme si cada Espacio uniforme en {\displaystyle X} converge a algún punto de {\displaystyle X} en la topología inducida por la uniformidad. Cuando {\displaystyle X} es un EVT, la topología inducida por la uniformidad canónica es igual a la topología dada de {\displaystyle X} (por lo que la convergencia en esta topología inducida es simplemente la convergencia habitual en {\displaystyle X}).
2. {\displaystyle X} es un subconjunto completo de sí mismo.
3. Existe un entorno del origen en {\displaystyle X} que también es un subconjunto completo de {\displaystyle X.}[6]
  - Esto implica que cada EVT locally compact está completo (incluso si el EVT no es Hausdorff).
4. Cada prefiltro de Cauchy {\displaystyle {\mathcal {C}}\subseteq \wp (X)} en {\displaystyle X} converge en {\displaystyle X} hasta al menos un punto de {\displaystyle X.}
  - Si {\displaystyle X} es de Hausdorff, entonces cada prefiltro en {\displaystyle X} convergerá como máximo a un punto de {\displaystyle X.} Pero si {\displaystyle X} no es de Hausdorff, entonces un prefiltro puede converger a múltiples puntos en {\displaystyle X.} Lo mismo ocurre con las redes.
5. Cada filtro de Cauchy en {\displaystyle X} converge en {\displaystyle X} a al menos un punto de {\displaystyle X.}
6. Cada red Cauchy en {\displaystyle X} converge en {\displaystyle X} hasta al menos un punto de {\displaystyle X.}

donde, si además {\displaystyle X} es pseudometrizable o metrizable (por ejemplo, un espacio vectorial normado), esta lista se puede ampliar para incluir:
1. {\displaystyle X} se completa secuencialmente.

Un espacio vectorial topológico {\displaystyle X} es secuencialmente completo
si se cumple alguna de las siguientes condiciones equivalentes:
1. {\displaystyle X} es un subconjunto secuencialmente completo de sí mismo.
2. Cada sucesión de Cauchy en {\displaystyle X} converge en {\displaystyle X} en al menos un punto de {\displaystyle X.}
3. Cada prefiltro elemental de Cauchy en {\displaystyle X} converge en {\displaystyle X} en al menos un punto de {\displaystyle X.}
4. Cada filtro de Cauchy elemental en {\displaystyle X} converge en {\displaystyle X} en al menos un punto de {\displaystyle X.}

## Unicidad de la uniformidad canónica
La existencia de la uniformidad canónica quedó demostrada anteriormente al definirla. El siguiente teorema establece que la uniformidad canónica de cualquier EVT {\displaystyle (X,\tau )} es la única uniformidad en {\displaystyle X} que es (1) invariante a la traslación y (2) genera en {\displaystyle X} la topología {\displaystyle \tau .}
| Teorema La topología de cualquier EVT se puede derivar de una uniformidad única invariante a la traslación. Si {\displaystyle {\mathcal {N}}(0)} es cualquier base de entornos del origen, entonces la familia {\displaystyle \left\{\Delta (N):N\in {\mathcal {N}}(0)\right\}} es una base para esta uniformidad. |

Esta sección está dedicada a explicar los significados precisos de los términos involucrados en esta declaración de unicidad.

### Espacios uniformes y uniformidades invariantes a la traslación
Para cualquier subconjunto {\displaystyle \Phi ,\Psi \subseteq X\times X,} let
{\displaystyle \Phi ^{\operatorname {op} }~{\stackrel {\scriptscriptstyle {\text{def}}}{=}}~\{(y,x)~:~(x,y)\in \Phi \}}
y sea
{\displaystyle {\begin{alignedat}{4}\Phi \circ \Psi ~&~{\stackrel {\scriptscriptstyle {\text{def}}}{=}}~\left\{(x,z):{\text{ existe }}y\in X{\text{ tal que }}(x,y)\in \Psi {\text{ y }}(y,z)\in \Phi \right\}\\&=~\bigcup _{y\in X}\{(x,z)~:~(x,y)\in \Psi {\text{ y }}(y,z)\in \Phi \}\end{alignedat}}}
Una familia {\displaystyle {\mathcal {B}}\subseteq \wp (X\times X)} no vacía se denomina base de acompañamiento
o sistema fundamental de acompañamientos
si {\displaystyle {\mathcal {B}}} es un prefiltro en {\displaystyle X\times X} que satisface todas las condiciones siguientes:
1. Cada conjunto en {\displaystyle {\mathcal {B}}} contiene la diagonal de {\displaystyle X} como subconjunto; es decir, {\displaystyle \Delta _{X}~{\stackrel {\scriptscriptstyle {\text{def}}}{=}}~\{(x,x):x\in X\}\subseteq \Phi } por cada {\displaystyle \Phi \in {\mathcal {B}}.} Dicho de otra manera, el prefiltro {\displaystyle {\mathcal {B}}} es fijo en {\displaystyle \Delta _{X}.}
2. Para cada {\displaystyle \Omega \in {\mathcal {B}}} existe algún {\displaystyle \Phi \in {\mathcal {B}}} tal que {\displaystyle \Phi \circ \Phi \subseteq \Omega .}
3. Por cada {\displaystyle \Omega \in {\mathcal {B}}} existe algún {\displaystyle \Phi \in {\mathcal {B}}} tal que {\displaystyle \Phi \subseteq \Omega ^{\operatorname {op} }~{\stackrel {\scriptscriptstyle {\text{def}}}{=}}~\{(y,x):(x,y)\in \Omega \}.}

Una uniformidad
o estructura uniforme
en {\displaystyle X} es un filtro {\displaystyle {\mathcal {U}}} en {\displaystyle X\times X} que es generado por alguna base de acompañamientos {\displaystyle {\mathcal {B}},} en cuyo caso se dice que {\displaystyle {\mathcal {B}}} es una base de acompañamientos para {\displaystyle {\mathcal {U}}.}
Para un grupo aditivo conmutativo {\displaystyle X,} un sistema fundamental de acompañamientos invariante a la traslación
 es un sistema fundamental de acompañamientos {\displaystyle {\mathcal {B}}} tal que para cada {\displaystyle \Phi \in {\mathcal {B}},} {\displaystyle (x,y)\in \Phi } si y solo si {\displaystyle (x+z,y+z)\in \Phi } para todos los {\displaystyle x,y,z\in X.} Una uniformidad {\displaystyle {\mathcal {B}}} se llama uniformidad invariante a la traslación
 si tiene una base de acompañamientos que es invariante a la traslación.
La uniformidad canónica en cualquier EVT es invariante a la traslación.
El operador binario {\displaystyle \;\circ \;} satisface todo lo siguiente:
- {\displaystyle (\Phi \circ \Psi )^{\operatorname {op} }=\Psi ^{\operatorname {op} }\circ \Phi ^{\operatorname {op} }.}
- Si {\displaystyle \Phi \subseteq \Phi _{2}} y {\displaystyle \Psi \subseteq \Psi _{2}}, entonces {\displaystyle \Phi \circ \Psi \subseteq \Phi _{2}\circ \Psi _{2}.}
- : {\displaystyle \Phi \circ (\Psi \circ \Omega )=(\Phi \circ \Psi )\circ \Omega .}
- Identidad: {\displaystyle \Phi \circ \Delta _{X}=\Phi =\Delta _{X}\circ \Phi .}
- Cero: {\displaystyle \Phi \circ \varnothing =\varnothing =\varnothing \circ \Phi }

Acompañamientos simétricos
Llámese a un subconjunto {\displaystyle \Phi \subseteq X\times X} simétrico si {\displaystyle \Phi =\Phi ^{\operatorname {op} },} lo que es equivalente a que {\displaystyle \Phi ^{\operatorname {op} }\subseteq \Phi .}
Esta equivalencia se deriva de la identidad {\displaystyle \left(\Phi ^{\operatorname {op} }\right)^{\operatorname {op} }=\Phi } y del hecho de que si {\displaystyle \Psi \subseteq X\times X,} entonces {\displaystyle \Phi \subseteq \Psi } si y solo si {\displaystyle \Phi ^{\operatorname {op} }\subseteq \Psi ^{\operatorname {op} }.}
Por ejemplo, el conjunto {\displaystyle \Phi ^{\operatorname {op} }\cap \Phi } siempre es simétrico para cada {\displaystyle \Phi \subseteq X\times X.}
Y debido a que {\displaystyle (\Phi \cap \Psi )^{\operatorname {op} }=\Phi ^{\operatorname {op} }\cap \Psi ^{\operatorname {op} },} si {\displaystyle \Phi } y {\displaystyle \Psi } son simétricos, {\displaystyle \Phi \cap \Psi } también lo es.

### Topología generada por una uniformidad
Relativos
Sea {\displaystyle \Phi \subseteq X\times X} arbitrario y {\displaystyle \operatorname {Pr} _{1},\operatorname {Pr} _{2}:X\times X\to X} las proyecciones canónicas sobre la primera y segunda coordenadas, respectivamente.
Para cualquier {\displaystyle S\subseteq X,} se define
{\displaystyle S\cdot \Phi ~{\stackrel {\scriptscriptstyle {\text{def}}}{=}}~\{y\in X:\Phi \cap (S\times \{x\})\neq \varnothing \}~=~\operatorname {Pr} _{2}(\Phi \cap (S\times X))}
{\displaystyle \Phi \cdot S~{\stackrel {\scriptscriptstyle {\text{def}}}{=}}~\{x\in X:\Phi \cap (\{x\}\times S)\neq \varnothing \}~=~\operatorname {Pr} _{1}(\Phi \cap (X\times S))=S\cdot \left(\Phi ^{\operatorname {op} }\right)}
donde {\displaystyle \Phi \cdot S} (respectivamente, {\displaystyle S\cdot \Phi }) se llama el conjunto de izquierda (respectivamente, derecha) {\displaystyle \Phi }-relativos de (puntos en) {\displaystyle S.}
Denótese el caso especial en el que {\displaystyle S=\{p\}} es un elemento unitario establecido para algún {\displaystyle p\in X} mediante:
{\displaystyle p\cdot \Phi ~{\stackrel {\scriptscriptstyle {\text{def}}}{=}}~\{p\}\cdot \Phi ~=~\{y\in X:(p,y)\in \Phi \}}
{\displaystyle \Phi \cdot p~{\stackrel {\scriptscriptstyle {\text{def}}}{=}}~\Phi \cdot \{p\}~=~\{x\in X:(x,p)\in \Phi \}~=~p\cdot \left(\Phi ^{\operatorname {op} }\right)}
Si {\displaystyle \Phi ,\Psi \subseteq X\times X} entonces {\textstyle (\Phi \circ \Psi )\cdot S=\Phi \cdot (\Psi \cdot S).}
Además, {\displaystyle \,\cdot \,} es distributiva a la derecha sobre tanto uniones como intersecciones, lo que significa que si {\displaystyle R,S\subseteq X} entonces {\displaystyle (R\cup S)\cdot \Phi ~=~(R\cdot \Phi )\cup (S\cdot \Phi )} y {\displaystyle (R\cap S)\cdot \Phi ~\subseteq ~(R\cdot \Phi )\cap (S\cdot \Phi ).}
Entornos y conjuntos abiertos
Dos puntos {\displaystyle x} e {\displaystyle y} son {\displaystyle \Phi }-cerrados si {\displaystyle (x,y)\in \Phi } y un subconjunto {\displaystyle S\subseteq X} se llama {\displaystyle \Phi }-pequeño si {\displaystyle S\times S\subseteq \Phi .}
Sea {\displaystyle {\mathcal {B}}\subseteq \wp (X\times X)} una base de acompañamientos en {\displaystyle X.} El prefiltro de entorno
en un punto {\displaystyle p\in X} y, respectivamente, en un subconjunto {\displaystyle S\subseteq X} son las familias de conjuntos:
{\displaystyle {\mathcal {B}}\cdot p~{\stackrel {\scriptscriptstyle {\text{def}}}{=}}~{\mathcal {B}}\cdot \{p\}=\{\Phi \cdot p:\Phi \in {\mathcal {B}}\}\qquad {\text{ y }}\qquad {\mathcal {B}}\cdot S~{\stackrel {\scriptscriptstyle {\text{def}}}{=}}~\{\Phi \cdot S:\Phi \in {\mathcal {B}}\}}
y los filtros en {\displaystyle X} que cada uno genera se conocen como filtro de entorno
de {\displaystyle p} (respectivamente, de {\displaystyle S}).
Ahora, se asigna a cada {\displaystyle x\in X} el prefiltro de entorno
{\displaystyle {\mathcal {B}}\cdot x~{\stackrel {\scriptscriptstyle {\text{def}}}{=}}~\{\Phi \cdot x:\Phi \in {\mathcal {B}}\}}
y se utiliza la definición de entorno de "conjunto abierto" para obtener una topología en {\displaystyle X} llamada topología inducida por {\displaystyle {\mathcal {B}}} o 'topología inducida
.
Explícitamente, un subconjunto {\displaystyle U\subseteq X} está abierto en esta topología si y solo si para cada {\displaystyle u\in U} existe algún {\displaystyle N\in {\mathcal {B}}\cdot u} tal que {\displaystyle N\subseteq U}, es decir, {\displaystyle U} está abierto si y solo si para cada {\displaystyle u\in U} existe algún {\displaystyle \Phi \in {\mathcal {B}}} tal que {\displaystyle \Phi \cdot u~{\stackrel {\scriptscriptstyle {\text{def}}}{=}}~\{x\in X:(x,u)\in \Phi \}\subseteq U.}
El cierre de un subconjunto {\displaystyle S\subseteq X} en esta topología es:
{\displaystyle \operatorname {cl} _{X}S=\bigcap _{\Phi \in {\mathcal {B}}}(\Phi \cdot S)=\bigcap _{\Phi \in {\mathcal {B}}}(S\cdot \Phi ).}
Prefiltros de Cauchy y uniformidades completas
Un prefiltro {\displaystyle {\mathcal {F}}\subseteq \wp (X)} en un espacio uniforme {\displaystyle X} con uniformidad {\displaystyle {\mathcal {U}}} se llama prefiltro de Cauchy si para cada entorno {\displaystyle N\in {\mathcal {U}},} existe algún {\displaystyle F\in {\mathcal {F}}} tal que {\displaystyle F\times F\subseteq N.}
Un espacio uniforme {\displaystyle (X,{\mathcal {U}})} se llama espacio uniforme completo
(respectivamente, espacio uniforme secuencialmente completo
) si cada prefiltro de Cauchy (respectivamente, cada prefiltro de Cauchy elemental) en {\displaystyle X} converge al menos a un punto de {\displaystyle X} cuando {\displaystyle X} está dotado de la topología inducida por {\displaystyle {\mathcal {U}}.}
Caso de un espacio vectorial topológico
Si {\displaystyle (X,\tau )} es un espacio vectorial topológico, entonces para cualquier {\displaystyle S\subseteq X} y {\displaystyle x\in X,}
{\displaystyle \Delta _{X}(N)\cdot S=S+N\qquad {\text{ y }}\qquad \Delta _{X}(N)\cdot x=x+N,}
y la topología inducida en {\displaystyle X} por la uniformidad canónica es la misma que la topología con la que comenzó {\displaystyle X} (es decir, es {\displaystyle \tau }).

## Continuidad uniforme
Sean {\displaystyle X} e {\displaystyle Y} EVTs, y sean {\displaystyle D\subseteq X,} y {\displaystyle f:D\to Y} dos aplicaciones. Entonces, {\displaystyle f:D\to Y} es continua uniformemente si para cada entorno {\displaystyle U} del origen en {\displaystyle X,} existe un entorno {\displaystyle V} del origen en {\displaystyle Y} tal que para todo {\displaystyle x,y\in D,} si {\displaystyle y-x\in U}, entonces {\displaystyle f(y)-f(x)\in V.}
Supóngase que {\displaystyle f:D\to Y} es continua uniformemente. Si {\displaystyle x_{\bullet }=\left(x_{i}\right)_{i\in I}} es una red de Cauchy en {\displaystyle D}, entonces {\displaystyle f\circ x_{\bullet }=\left(f\left(x_{i}\right)\right)_{i\in I}} es una red de Cauchy en {\displaystyle Y.}
Si {\displaystyle {\mathcal {B}}} es un prefiltro de Cauchy en {\displaystyle D} (lo que significa que {\displaystyle {\mathcal {B}}} es una familia de subconjuntos de {\displaystyle D} que es de Cauchy en {\displaystyle X}), entonces {\displaystyle f\left({\mathcal {B}}\right)} es un prefiltro de Cauchy en {\displaystyle Y.} Sin embargo, si {\displaystyle {\mathcal {B}}} es un filtro de Cauchy en {\displaystyle D}, aunque {\displaystyle f\left({\mathcal {B}}\right)} será un filtro de Cauchy previo al filtro, será un filtro Cauchy en {\displaystyle Y} si y solo si {\displaystyle f:D\to Y} es sobreyectiva.

## Completitud de EVT frente a completitud de (pseudo)métricas

### Preliminares: Espacios pseudométricos completos
En este apartado se revisan las nociones básicas relacionadas con la teoría general de espacios pseudométricos completos.
Recuérdese que toda métrica es una pseudométrica y que una pseudométrica {\displaystyle p} es una métrica si y solo si {\displaystyle p(x,y)=0} implica que {\displaystyle x=y.} Por lo tanto, cada espacio métrico es un espacio pseudométrico y un espacio pseudométrico {\displaystyle (X,p)} es un espacio métrico si y solo si {\displaystyle p} es una métrica.
Si {\displaystyle S} es un subconjunto de un espacio pseudométrico {\displaystyle (X,d)}, entonces el diámetro de {\displaystyle S} se define como
{\displaystyle \operatorname {diam} (S)~{\stackrel {\scriptscriptstyle {\text{def}}}{=}}~\sup _{}\{d(s,t):s,t\in S\}.}
Un prefiltro {\displaystyle {\mathcal {B}}} en un espacio pseudométrico {\displaystyle (X,d)} se denomina prefiltro {\displaystyle d}-Cauchy o simplemente prefiltro de Cauchy si para cada número real {\displaystyle r>0,} hay algún {\displaystyle B\in {\mathcal {B}}} tal que el diámetro de {\displaystyle B} sea menor que {\displaystyle r.}
Supóngase que {\displaystyle (X,d)} es un espacio pseudométrico. Una red {\displaystyle x_{\bullet }=\left(x_{i}\right)_{i\in I}} en {\displaystyle X} se denomina red {\displaystyle d}-Cauchy o simplemente red de Cauchy si {\displaystyle \operatorname {Tails} \left(x_{\bullet }\right)} es un prefiltro de Cauchy, lo que ocurre si y solo si:
Para cada {\displaystyle r>0} hay algún {\displaystyle i\in I} tal que si {\displaystyle j,k\in I} con {\displaystyle j\geq i} y {\displaystyle k\geq i} entonces {\displaystyle d\left(x_{j},x_{k}\right)<r}
o de manera equivalente, si y solo si {\displaystyle \left(d\left(x_{j},x_{k}\right)\right)_{(i,j)\in I\times I}\to 0} en {\displaystyle \mathbb {R} .} Esto es análogo a la siguiente caracterización de la convergencia de {\displaystyle x_{\bullet }} en un punto: si {\displaystyle x\in X,} entonces {\displaystyle x_{\bullet }\to x} en {\displaystyle (X,d)} si y solo si {\displaystyle \left(x_{i},x\right)_{i\in I}\to 0} en {\displaystyle \mathbb {R} .}
Una sucesión de Cauchy es aquella que también es una red de Cauchy.
Cada {\displaystyle p} pseudométrica en un conjunto {\displaystyle X} induce la topología canónica habitual en {\displaystyle X,} que se denota por {\displaystyle \tau _{p}}. También induce una uniformidad canónica en {\displaystyle X,} que se denota por {\displaystyle {\mathcal {U}}_{p}.} La topología en {\displaystyle X} inducida por la uniformidad {\displaystyle {\mathcal {U}}_{p}} es igual a {\displaystyle \tau _{p}.} Un {\displaystyle x_{\bullet }=\left(x_{i}\right)_{i\in I}}o 728) en {\displaystyle X} es de Cauchy con respecto a {\displaystyle p} si y solo si es de Cauchy con respecto a la uniformidad {\displaystyle {\mathcal {U}}_{p}.}
El espacio pseudométrico {\displaystyle (X,p)} es un espacio pseudométrico completo (respectivamente, secuencialmente completo) si y solo si {\displaystyle \left(X,{\mathcal {U}}_{p}\right)} es un espacio uniforme completo (respectivamente, secuencialmente completo).
Además, el espacio pseudométrico {\displaystyle (X,p)} (respectivamente, el espacio uniforme {\displaystyle \left(X,{\mathcal {U}}_{p}\right)}) está completo si y solo si está secuencialmente completo.
Un espacio pseudométrico {\displaystyle (X,d)} (por ejemplo, un espacio métrico) se denomina completo y {\displaystyle d} se denomina pseudométrico completo si se cumple alguna de las siguientes condiciones equivalentes:
1. Cada prefiltro de Cauchy en {\displaystyle X} converge al menos a un punto de {\displaystyle X.}
2. La misma declaración anterior, pero con la palabra "prefiltro" reemplazada por "filtro".
3. Cada red de Cauchy en {\displaystyle X} converge al menos a un punto de {\displaystyle X.}
  - Si {\displaystyle d} es una métrica en {\displaystyle X}, entonces cualquier punto límite es necesariamente único y lo mismo ocurre con los límites de los prefiltros de Cauchy en {\displaystyle X.}
4. Cada sucesión de Cauchy en {\displaystyle X} converge al menos a un punto de {\displaystyle X.}
  - Por tanto, para demostrar que {\displaystyle (X,d)} es completo, basta con considerar únicamente las sucesións de Cauchy en {\displaystyle X} (y no es necesario considerar las redes de Cauchy más generales).
5. La uniformidad canónica en {\displaystyle X} inducida por el {\displaystyle d} pseudométrico es una uniformidad completa.

Y si la adición {\displaystyle d} es una métrica, entonces se puede agregar a esta lista:
1. Cada sucesión decreciente de bolas cerradas cuyos diámetros se reducen a {\displaystyle 0} tiene una intersección no vacía.[9]

### Pseudométrica completa y EVTs completos
Cada F espacio y, por tanto, también cada espacio de Fréchet, espacio de Banach y espacio de Hilbert es un EVT completo. Téngase en cuenta que cada espacio F es un espacio de Baire, pero hay espacios normados que son de Baire pero no son de Banach.
Un {\displaystyle d} pseudométrico en un espacio vectorial {\displaystyle X} se dice que es una pseudométrica invariante a la traslación
si {\displaystyle d(x,y)=d(x+z,y+z)} para todos los vectores {\displaystyle x,y,z\in X.}
Supóngase que {\displaystyle (X,\tau )} es un EVT pseudometrizable (por ejemplo, un EVT metrizable) y que {\displaystyle p} es cualquier pseudométrica en {\displaystyle X} tal que la topología en {\displaystyle X} inducida por {\displaystyle p} sea igual a {\displaystyle \tau .}
Si {\displaystyle p} es invariante a la traslación, entonces {\displaystyle (X,\tau )} es un EVT completo si y solo si {\displaystyle (X,p)} es un espacio pseudométrico completo.
Si {\displaystyle p} no es invariante a la traslación, entonces es posible que {\displaystyle (X,\tau )} sea un EVT completo, pero que {\displaystyle (X,p)} no sea un espacio pseudométrico completo (consúltese esta nota a pie de página para ver un ejemplo).
| Teorema Sea {\displaystyle d} cualquier métrica en un espacio vectorial {\displaystyle X} tal que la topología {\displaystyle \tau } inducida por {\displaystyle d} en {\displaystyle X} convierte a {\displaystyle (X,\tau )} en un espacio vectorial topológico. Si {\displaystyle (X,d)} es un espacio métrico completo, entonces {\displaystyle (X,\tau )} es un EVT completo. |

### Normas completas y normas equivalentes
Dos normas en un espacio vectorial se denominan equivalentes si y solo si inducen la misma topología. Si {\displaystyle p} y {\displaystyle q} son dos normas equivalentes en un espacio vectorial {\displaystyle X}, entonces el espacio vectorial normado {\displaystyle (X,p)} es un espacio de Banach si y solo si {\displaystyle (X,q)} es un espacio de Banach.
Consúltese esta nota al pie para ver un ejemplo de una norma continua en un espacio de Banach que no es equivalente a la norma dada de ese espacio de Banach.
Todas las normas en un espacio vectorial de dimensión finita son equivalentes y cada espacio normado de dimensión finita es un espacio de Banach. Cada espacio de Banach es un EVT completo. Un espacio normado es un espacio de Banach (es decir, su métrica canónica inducida por normas está completa) si y solo si está completo como espacio vectorial topológico.

## Completaciones
Una completación de un EVT {\displaystyle X} es un EVT completo que contiene un subespacio vectorial denso que es EVT-isomorfo a {\displaystyle X.} En otras palabras, es un EVT {\displaystyle C} completo en el que {\displaystyle X} puede ser EVT-embebido como subespacio vectorial denso. Cada EVT integrado es un embebido uniforme.
Todo espacio vectorial topológico tiene una completación. Además, cada EVT de Hausdorff tiene una completación de Hausdorff, que es necesariamente salvo EVTs única. Sin embargo, todos los EVTs, incluso aquellos que son de Hausdorff, (ya) completos y/o metrizables, tienen infinitas completaciones no de Hausdorff que no son EVT-isomorfas entre sí.

### Ejemplos de completaciones
Por ejemplo, el espacio vectorial que consta de funciones simples con valores escalares {\displaystyle f} para los cuales {\displaystyle |f|_{p}<\infty } (donde esta seminorma se define de la forma habitual en términos de la integral de Lebesgue) se convierte en seminorma cuando se le dota de esta seminorma, lo que a su vez lo convierte en un espacio pseudométrico y en un EVT incompleto que no es de Hausdorff. Cualquier completación de este espacio es un espacio seminormado completo no de Hausdorff que cuando se determina el cociente por el cierre de su origen (en cuanto a obtener un EVT de Hausdorff) da como resultado (un espacio linealmente isométricamente-isomorfo a) el {\displaystyle L^{p}}-espacio completo habitual de Hausdorff (dotado de la norma completa habitual {\displaystyle \|\cdot \|_{p}}).
Como otro ejemplo que demuestra la utilidad de las completaciones, las completaciones de los productos tensoriales topológicos, como productos tensoriales proyectivos o productos tensoriales inyectivos, del espacio de Banach {\displaystyle \ell ^{1}(S)} con un EVT {\displaystyle Y} localmente convexo de Hausdorff completo dan como resultado un EVT completo que es EVT-isomorfo a un espacio {\displaystyle \ell ^{1}(S;Y)}- "generalizado" que consta de funciones con valores {\displaystyle Y} en {\displaystyle S} (donde este EVT "generalizado" se define de manera análoga al espacio original {\displaystyle \ell ^{1}(S)} de funciones con valores escalares en {\displaystyle S}). De manera similar, la completación del producto tensorial inyectivo del espacio de funciones de prueba {\displaystyle C^{k}} con valores escalares con un EVT {\displaystyle Y} de este tipo es EVT-isomorfo a las funciones de prueba EVT de {\displaystyle Y}-valuado {\displaystyle C^{k}}, definidas de manera análoga.

### No unicidad de todas las completaciones
Como muestra el siguiente ejemplo, independientemente de si un espacio es de Hausdorff o ya está completo, cada espacio vectorial topológico (EVT) tiene infinitas completaciones no isomorfas.
Sin embargo, cada EVT de Hausdorff tiene una completación de Hausdorff que es única exceptuando isomorfismos del EVT. Sin embargo, cada EVT de Hausdorff todavía tiene infinitas completaciones no isomorfas que no son de Hausdorff.
Ejemplo (No unicidad de las completaciones):
Sea {\displaystyle C} cualquier EVT completo y {\displaystyle I} cualquier EVT dotado con una topología no discreta, que se recuerda que convierte a {\displaystyle I} en un EVT completo.
Dado que tanto {\displaystyle I} como {\displaystyle C} son EVTs completos, también lo es su producto {\displaystyle I\times C.}
Si {\displaystyle U} y {\displaystyle V} son subconjuntos abiertos no vacíos de {\displaystyle I} y {\displaystyle C,} respectivamente, entonces {\displaystyle U=I} y {\displaystyle (U\times V)\cap (\{0\}\times C)=\{0\}\times V\neq \varnothing ,} lo que demuestra que {\displaystyle \{0\}\times C} es un subespacio denso de {\displaystyle I\times C.}
Así, por definición de "completación", {\displaystyle I\times C} es una completación de {\displaystyle \{0\}\times C} (no importa que {\displaystyle \{0\}\times C} ya esté completo).
Entonces, al identificar {\displaystyle \{0\}\times C} con {\displaystyle C,} si {\displaystyle X\subseteq C} es un subespacio vectorial denso de {\displaystyle C,} entonces {\displaystyle X} tiene tanto {\displaystyle C} como {\displaystyle I\times C} como completaciones.

### Completaciones de Hausdorff
Cada EVT de Hausdorff tiene una completación de Hausdorff que es única excluyendo isomorfismos del EVT. Sin embargo, como se muestra arriba, cada EVT de Hausdorff todavía tiene infinitas completaciones no isomorfas que no son de Hausdorff.
| Propiedades de las completaciones de Hausdorff Supóngase que {\displaystyle X} y {\displaystyle C} son EVTs de Hausdorff con {\displaystyle C} completo. Supóngase que {\displaystyle E:X\to C} es un embebido de un EVT en un subespacio vectorial denso de {\displaystyle C.} Entonces: Propiedad universal: para cada aplicación lineal continua {\displaystyle f:X\to Z} en un EVT de Hausdorff completo {\displaystyle Z,} existe una aplicación lineal continua única {\displaystyle F:C\to Z} tal que {\displaystyle f=F\circ E.} Si {\displaystyle E_{2}:X\to C_{2}} es un EVT embebido en un subespacio vectorial denso de un EVT {\displaystyle C_{2}} de Hausdorff completo que tiene la propiedad universal anterior, entonces existe un isomorfismo EVT único (biyectivo) {\displaystyle I:C\to C_{2}} tal que {\displaystyle E_{2}=I\circ E.} |

| Corolario Supóngase que {\displaystyle C} es un EVT de Hausdorff completo y {\displaystyle X} es un subespacio vectorial denso de {\displaystyle C.} Entonces, cada aplicación lineal continua {\displaystyle f:X\to Z} en un EVT de Hausdorff completo {\displaystyle Z} tiene una extensión lineal continua única a una aplicación de {\displaystyle C\to Z.} |

Existencia de completaciones de Hausdorff
Un filtro de Cauchy {\displaystyle {\mathcal {B}}} en un EVT {\displaystyle X} se llama filtro de Cauchy mínimo
 si no existe un filtro de Cauchy en {\displaystyle X} que es estricto y menos fino que {\displaystyle {\mathcal {B}}} (es decir, "estrictamente menos fino que {\displaystyle {\mathcal {B}}}" significa que está contenido como un subconjunto propio de {\displaystyle {\mathcal {B}}}).
Si {\displaystyle {\mathcal {B}}} es un filtro de Cauchy en {\displaystyle X}, entonces el filtro generado por el siguiente prefiltro:
{\displaystyle \left\{B+N~:~B\in {\mathcal {B}}{\text{ y }}N{\text{ es un entorno de }}0{\text{ en }}X\right\}}
es el único filtro mínimo de Cauchy en {\displaystyle X} que está contenido como un subconjunto de {\displaystyle {\mathcal {B}}.}
En particular, para cualquier {\displaystyle x\in X,} el filtro de entorno en {\displaystyle x} es un filtro de Cauchy mínimo.
Sea {\displaystyle \mathbb {M} } el conjunto de todos los filtros mínimos de Cauchy en {\displaystyle X} y sea {\displaystyle E:X\rightarrow \mathbb {M} } la aplicación definido enviando {\displaystyle x\in X} al filtro de entorno de {\displaystyle x} en {\displaystyle X.}
Dótese a {\displaystyle \mathbb {M} } con la siguiente estructura de espacio vectorial:
Dado {\displaystyle {\mathcal {B}},{\mathcal {C}}\in \mathbb {M} } y un escalar {\displaystyle s,} déjese que {\displaystyle {\mathcal {B}}+{\mathcal {C}}} (respectivamente, {\displaystyle s{\mathcal {B}}}) denote el filtro de Cauchy mínimo único contenido en el filtro generado por {\displaystyle \left\{B+C:B\in {\mathcal {B}},C\in {\mathcal {C}}\right\}} (respectivamente, {\displaystyle \{sB:B\in {\mathcal {B}}\}}).
Para cada entorno equilibrada {\displaystyle N} del origen en {\displaystyle X,} considérese que
{\displaystyle \mathbb {U} (N)~{\stackrel {\scriptscriptstyle {\text{def}}}{=}}~\left\{{\mathcal {B}}\in \mathbb {M} ~:~{\text{ existe }}B\in {\mathcal {B}}{\text{ y un entorno }}V{\text{ del origen en }}X{\text{ tal que }}B+V\subseteq N\right\}}
Si {\displaystyle X} es de Hausdorff, entonces la colección de todos los conjuntos {\displaystyle \mathbb {U} (N),} como {\displaystyle N} abarca todas los entornos equilibrados del origen en {\displaystyle X,} forma una topología vectorial en {\displaystyle \mathbb {M} }, lo que convierte a {\displaystyle \mathbb {M} } en un EVT de Hausdorff completo. Además, la aplicación {\displaystyle E:X\rightarrow \mathbb {M} } es un embebido de un EVT en un subespacio vectorial denso de {\displaystyle \mathbb {M} .}.
Si {\displaystyle X} es un EVT metrizable, entonces se puede construir una completación de Hausdorff de {\displaystyle X} utilizando clases de equivalencia de sucesións de Cauchy en lugar de filtros mínimos de Cauchy.

### Completaciones que no son de Hausdorff
Esta subsección detalla cómo cada EVT {\displaystyle X} que no sea de Hausdorff puede integrarse en un EVT en un subespacio vectorial denso de un EVT completo. La prueba de que cada EVT de Hausdorff tiene una completación de Hausdorff está ampliamente disponible, por lo que este hecho se utilizará (sin demostraciones) para probar que cada EVT que no es de Hausdorff también tiene una completación. Estos detalles a veces son útiles para extender los resultados de EVT de Hausdorff a EVT que no son de Hausdorff.
Sea {\displaystyle I=\operatorname {cl} \{0\}} el cierre del origen en {\displaystyle X,} donde {\displaystyle I} está dotado de su topología subespacial inducida por {\displaystyle X} (de modo que {\displaystyle I} tiene una topología no discreta).
Dado que {\displaystyle I} tiene una topología trivial, se demuestra fácilmente que cada subespacio vectorial de {\displaystyle X} que es un complemento algebraico de {\displaystyle I} en {\displaystyle X} sea necesariamente un complemento topológico de {\displaystyle I} en {\displaystyle X.}
Sea {\displaystyle H} cualquier complemento topológico de {\displaystyle I} en {\displaystyle X,} que sea necesariamente un EVT de Hausdorff (ya que es EVT-isomorfo al cociente EVT {\displaystyle X/I}).
Dado que {\displaystyle X} es la suma directa topológica de {\displaystyle I} y {\displaystyle H} (lo que significa que {\displaystyle X=I\oplus H} pertenece a la categoría de EVT), la aplicación canónica
{\displaystyle I\times H\to I\oplus H=X\quad {\text{ dado por }}\quad (x,y)\mapsto x+y}
es un isomorfismo EVT.
Sea {\displaystyle A~:~X=I\oplus H~\to ~I\times H} el inverso de esta aplicación canónica (como nota al margen, se deduce que cada subconjunto abierto y cerrado {\displaystyle U} de {\displaystyle X} satisface {\displaystyle U=I+U.})
El EVT {\displaystyle H} de Hausdorff se puede embeber en un EVT, póngase por caso, a través de la aplicación {\displaystyle \operatorname {In} _{H}:H\to C,} en un subespacio vectorial denso de su completación {\displaystyle C.}
Dado que {\displaystyle I} y {\displaystyle C} están completos, también lo está su producto {\displaystyle I\times C.}
Sea {\displaystyle \operatorname {Id} _{I}:I\to I} la aplicación de identidad y obsérvese que la aplicación producto {\displaystyle \operatorname {Id} _{I}\times \operatorname {In} _{H}:I\times H\to I\times C} es un embebido de un EVT cuya imagen es densa en {\displaystyle I\times C.}
Definir la aplicación
{\displaystyle B:X=I\oplus H\to I\times C\quad {\text{ por }}\quad B~{\stackrel {\scriptscriptstyle {\text{def}}}{=}}~\left(\operatorname {Id} _{I}\times \operatorname {In} _{H}\right)\circ A}
que es un embebido de un EVT de {\displaystyle X=I\oplus H} en un subespacio vectorial denso del EVT completo {\displaystyle I\times C.}
Además, obsérvese que el cierre del origen en {\displaystyle I\times C} es igual a {\displaystyle I\times \{0\},} y que {\displaystyle I\times \{0\}} y {\displaystyle \{0\}\times C} son complementos topológicos en {\displaystyle I\times C.}
En resumen, dado cualquier complemento algebraico (y por lo tanto, topológico) {\displaystyle H} de {\displaystyle I~{\stackrel {\scriptscriptstyle {\text{def}}}{=}}~\operatorname {cl} \{0\}} en {\displaystyle X} y dada cualquier completación {\displaystyle C} del EVT de Hausdorff {\displaystyle H}, tal que {\displaystyle H\subseteq C,} entonces el embebido natural
{\displaystyle \operatorname {In} _{H}:X=I\oplus H\to I\oplus C}
es un embebido de EVT bien definido de {\displaystyle X} en un subespacio vectorial denso del EVT completo {\displaystyle I\oplus C} donde, además,
{\displaystyle X=I\oplus H\subseteq I\oplus C\cong I\times C.}

### Topología de una completación
| Teorema Sea {\displaystyle C} un EVT completo y sea {\displaystyle X} un subespacio vectorial denso de {\displaystyle X.} Si {\displaystyle {\mathcal {N}}_{X}(0)} es cualquier base de entornos del origen en {\displaystyle X}, entonces el conjunto {\displaystyle {\mathcal {N}}_{X}(0)~{\stackrel {\scriptscriptstyle {\text{def}}}{=}}~{cl_{C}N~:~NN_{X}(0)}} es un entorno del origen en la completación {\displaystyle C} de {\displaystyle X.} Si {\displaystyle X} es localmente convexo y {\displaystyle {\mathcal {P}}} es una familia de seminormas continuas en {\displaystyle X} que generan la topología de {\displaystyle X,} entonces la familia de todas las extensiones continuas a {\displaystyle C} de todos los miembros de {\displaystyle {\mathcal {P}}} es una familia generadora de seminormas para {\displaystyle C.} |

Dicho de otra manera, si {\displaystyle C} es una completación de un EVT {\displaystyle X} con {\displaystyle X\subseteq C} y si {\displaystyle {\mathcal {N}}} es una base de entornos del origen en {\displaystyle X,} entonces la familia de conjuntos
{\displaystyle \left\{\operatorname {cl} _{C}N~:~N\in {\mathcal {N}}\right\}}
es una base de entornos en el origen en {\displaystyle C.}
| Teorema Sea {\displaystyle M} un espacio vectorial topológico metrizable y sea {\displaystyle N} un subespacio vectorial cerrado de {\displaystyle M.} Supóngase que {\displaystyle C} es una completación de {\displaystyle M.} Entonces, la completación de {\displaystyle M/N} es EVT-isomorfa a {\displaystyle C/\operatorname {cl} _{C}N.} Si además {\displaystyle M} es un espacio normado, entonces este isomorfismo del EVT también es una isometría. |

Teorema de completitud de Grothendieck
Sea {\displaystyle {\mathcal {E}}} la compactología equicontinua
 en el espacio dual continuo {\displaystyle X^{\prime },} que, por definición, consta de todos los subconjuntos absolutamente convexos *-débilmente cerrados equicontinuos y *-débilmente acotados de {\displaystyle X^{\prime }} (que son necesariamente subconjuntos *-débilmente compactos de {\displaystyle X^{\prime }}). Supóngase que cada {\displaystyle E^{\prime }\in {\mathcal {E}}} está dotado de una topología *-débil.
Se dice que un filtro {\displaystyle {\mathcal {B}}} en {\displaystyle X^{\prime }} converge continuamente
 a {\displaystyle x^{\prime }\in X^{\prime }} si existe algún {\displaystyle E^{\prime }\in {\mathcal {E}}\cap {\mathcal {B}}} que contenga a {\displaystyle x^{\prime }} (es decir, {\displaystyle x^{\prime }\in E^{\prime }}) de modo que la traza de {\displaystyle {\mathcal {B}}} en {\displaystyle E^{\prime },} que es la familia {\displaystyle {\mathcal {B}}{\big \vert }_{E^{\prime }}~{\stackrel {\scriptscriptstyle {\text{def}}}{=}}~\left\{B\cap E^{\prime }:B\in {\mathcal {B}}\right\},} converge a {\displaystyle x^{\prime }} en {\displaystyle E^{\prime }} (es decir, si {\displaystyle {\mathcal {B}}{\big \vert }_{E^{\prime }}\to x^{\prime }} en la topología *-débil).
El filtro {\displaystyle {\mathcal {B}}} converge continuamente a {\displaystyle x^{\prime }} si y solo si {\displaystyle {\mathcal {B}}-x^{\prime }} converge continuamente al origen, lo que sucede si y solo si para cada {\displaystyle x\in X,} el filtro {\displaystyle \langle {\mathcal {B}},x+{\mathcal {N}}\rangle \to \langle x^{\prime },x\rangle } en el campo escalar (que es {\displaystyle \mathbb {R} } o {\displaystyle \mathbb {C} }) donde {\displaystyle {\mathcal {N}}} denota cualquier base de un entorno en el origen en {\displaystyle X,} {\displaystyle \langle \cdot ,\cdot \rangle } denota el emparejamiento dual y {\displaystyle \langle {\mathcal {B}},x+{\mathcal {N}}\rangle } denota el filtro generado por {\displaystyle \{\langle B,x+N\rangle ~:~B\in {\mathcal {B}},N\in {\mathcal {N}}\}.}
Se dice que una aplicación {\displaystyle f:X^{\prime }\to T} en un espacio topológico (como {\displaystyle \mathbb {R} } o {\displaystyle \mathbb {C} }) es γ-continua
 si siempre que se filtra {\displaystyle {\mathcal {B}}} en {\displaystyle X^{\prime }} de converge continuamente a {\displaystyle x^{\prime }\in X^{\prime },} entonces {\displaystyle f({\mathcal {B}})\to f\left(x^{\prime }\right).}
| Teorema de completitud de Grothendieck Si {\displaystyle X} es un espacio vectorial topológico de Hausdorff, entonces su completación es linealmente isomorfa al conjunto de todas las funciones lineales {\displaystyle \gamma }-continuas en {\displaystyle X^{\prime }.} |

### Propiedades preservadas por las completaciones
Si un EVT {\displaystyle X} tiene alguna de las siguientes propiedades, también lo tiene su completación:
- Ser de Hausdorff
- Ser localmente convexa
- Ser pseudometrizable[17]
- Ser metrizable[17]
- Ser seminormable
- Ser normable
  - Además, si {\displaystyle (X,p)} es un espacio normado, entonces se puede elegir que la completación sea un espacio de Banach {\displaystyle (B,q)} de modo que el embebido en el EVT de {\displaystyle (X,p)} en {\displaystyle (B,q)} sea una isometría.
- Ser de Hausdorff prehilbertiana. Es decir, un EVT inducido por un espacio prehilbertiano.[26]
- Ser [Espacio nuclear|nuclear]][27]
- Ser barrilado[28]
- Ser de Mackey[29]
- Ser un espacio DF[30]

Completaiones de espacios de Hilbert
Todo espacio con producto interno {\displaystyle \left(H,\langle \cdot ,\cdot \rangle \right)} tiene una completación {\displaystyle \left({\overline {H}},\langle \cdot ,\cdot \rangle _{\overline {H}}\right)} que es un espacio de Hilbert, donde el producto interno {\displaystyle \langle \cdot ,\cdot \rangle _{\overline {H}}} es la extensión continua única a {\displaystyle {\overline {H}}} del producto interno original {\displaystyle \langle \cdot ,\cdot \rangle .}. La norma inducida por {\displaystyle \left({\overline {H}},\langle \cdot ,\cdot \rangle _{\overline {H}}\right)} es también la extensión continua única a {\displaystyle {\overline {H}}} de la norma inducida por {\displaystyle \langle \cdot ,\cdot \rangle .}
Otras propiedades conservadas
Si {\displaystyle X} es un EVT de Hausdorff, entonces el espacio dual continuo de {\displaystyle X} es idéntico al espacio dual continuo de la completación de {\displaystyle X.} La completación de un espacio bornológico localmente convexo es un espacio barrilado. Si {\displaystyle X} e {\displaystyle Y} son espacios DF, entonces el producto tensorial proyectivo (así como su completación) de estos espacios es un espacio DF.
La completación del producto tensorial proyectivo de dos espacios nucleares es nuclear. La completación de un espacio nuclear es EVT-isomorfa con un límite proyectivo de espacios de Hilbert.
Si {\displaystyle X=Y\oplus Z} (lo que significa que la aplicación suma {\displaystyle Y\times Z\to X} es un isomorfismo EVT) tiene una completación de Hausdorff {\displaystyle C}, entonces {\displaystyle \left(\operatorname {cl} _{C}Y\right)+\left(\operatorname {cl} _{C}Z\right)=C.}
Si además {\displaystyle X} es un espacio prehilbertiano e {\displaystyle Y} y {\displaystyle Z} son complementos ortogonales entre sí en {\displaystyle X} (es decir, {\displaystyle \langle Y,Z\rangle =\{0\}}), entonces {\displaystyle \operatorname {cl} _{C}Y} y {\displaystyle \operatorname {cl} _{C}Z} son complementos ortogonales en el espacio de Hilbert {\displaystyle C.}

### Propiedades de las aplicaciones conservadas por las extensiones hasta su completación
Si {\displaystyle f:X\to Y} es un operador lineal nuclear entre dos espacios localmente convexos y si {\displaystyle C} es una completación de {\displaystyle X}, entonces {\displaystyle f} tiene una extensión lineal continua única para un operador lineal nuclear {\displaystyle F:C\to Y.}
Sean {\displaystyle X} e {\displaystyle Y} dos EVT de Hausdorff con {\displaystyle Y} completo. Sea {\displaystyle C} una completación de {\displaystyle X.} Sea también {\displaystyle L(X;Y)} el espacio vectorial de operadores lineales continuos y sea {\displaystyle I:L(X;Y)\to L(C;Y)} la aplicación que envía cada {\displaystyle f\in L(X;Y)} a su única extensión lineal continua en {\displaystyle C.} Entonces, {\displaystyle I:L(X;Y)\to L(C;Y)} es un isomorfismo (sobreyectivo) del espacio vectorial. Además, {\displaystyle I:L(X;Y)\to L(C;Y)} asigna familias de subconjuntos equicontinuos entre sí. Supóngase que {\displaystyle L(X;Y)} está dotado de una topología {\displaystyle {\mathcal {G}}} y que {\displaystyle {\mathcal {H}}} denota los cierres en {\displaystyle C} de los conjuntos en {\displaystyle {\mathcal {G}}.} Entonces, la aplicación {\displaystyle I:L_{\mathcal {G}}(X;Y)\to L_{\mathcal {H}}(C;Y)} también es un isomorfismo EVT.

## Ejemplos y condiciones suficientes para un EVT completo
| Teorema Sea {\displaystyle d} una métrica cualquiera (no se supone que sea invariante a la traslación) en un espacio vectorial {\displaystyle X} tal que la topología {\displaystyle \tau } inducida por {\displaystyle d} en {\displaystyle X} convierte a {\displaystyle (X,\tau )} en un espacio vectorial topológico. Si {\displaystyle (X,d)} es un espacio métrico completo, entonces {\displaystyle (X,\tau )} es un EVT completo. |

- Cualquier EVT dotado del topología trivial está completo y cada uno de sus subconjuntos está completo. Además, cada EVT con topología trivial es compacto y, por lo tanto, localmente compacto. En consucesión, un EVT seminormable localmente convexo y localmente compacto completo no necesita ser de dimensión finita si no es de Hausdorff.
- Un producto arbitrario de EVTs completos (o secuencialmente completos, cuasi completos) tiene la misma propiedad. Si todos los espacios son de Hausdorff, entonces lo contrario también es cierto.[33] Un producto de completaciones de Hausdorff de una familia de EVTs (de Hausdorff) es una completación de Hausdorff de su producto de EVTs.[33] De manera más general, un producto arbitrario de subconjuntos completos de una familia de EVTs es un subconjunto completo del producto de EVTs.[34]
- El límite proyectivo de un sistema proyectivo de EVTs completos de Hausdorff (respectivamente, secuencialmente completos, cuasi completos) tiene la misma propiedad.[33] Un límite proyectivo de completaciones de Hausdorff de un sistema inverso de EVTs (de Hausdorff) es una completación de Hausdorff de su límite proyectivo.[33]
- Si {\displaystyle M} es un subespacio vectorial cerrado de un EVT pseudometrizable completo {\displaystyle X,} entonces el espacio cociente {\displaystyle X/M} está completo.[3]
- Supóngase que {\displaystyle M} es un subespacio vectorial completo de un EVT metrizable {\displaystyle X.} Si el espacio cociente {\displaystyle X/M} está completo, entonces también lo está {\displaystyle X.}[3][35]. Sin embargo, existe un EVT completo {\displaystyle X} que tiene un subespacio vectorial cerrado {\displaystyle M} tal que el cociente EVT {\displaystyle X/M} no es completo.[18]
- Cada espacio F, Espacio de Fréchet, Espacio de Banach y Espacio de Hilbert es un EVT completo.
- Los espacios LF estrictos y los espacios LB estrictos están completos.[36]
- Supóngase que {\displaystyle D} es un subconjunto denso de un EVT {\displaystyle X.} Si cada filtro de Cauchy en {\displaystyle D} converge a algún punto en {\displaystyle X}, entonces {\displaystyle X} está completo.[35]
- El espacio de Schwartz de funciones suaves está completo.
- Los espacios de distribución y las funciones de prueba están completos.
- Supóngase que {\displaystyle X} e {\displaystyle Y} son EVTs localmente convexos y que el espacio de aplicaciones lineales continuas {\displaystyle L_{b}(X;Y)} está dotado del topología de convergencia uniforme en subconjuntos acotados de {\displaystyle X.} Si {\displaystyle X} es un espacio bornológico y si {\displaystyle Y} está completo, entonces {\displaystyle L_{b}(X;Y)} es un EVT completo.[36] En particular, el dual fuerte de un espacio bornológico está completo.[36] Sin embargo, no es necesario que sea bornológico.
- Cada espacio DF cuasi completo está completo.[30]
- Sean {\displaystyle \omega } y {\displaystyle \tau } topologías en EVTs de Hausdorff en un espacio vectorial {\displaystyle X} tal que {\displaystyle \omega \subseteq \tau .} Si existe un prefiltro {\displaystyle {\mathcal {B}}} tal que {\displaystyle {\mathcal {B}}} es una base de entornos en el origen de {\displaystyle (X,\tau )} y tal que cada {\displaystyle B\in {\mathcal {B}}} es un subconjunto completo de {\displaystyle (X,\omega ),} entonces {\displaystyle (X,\tau )} es un subconjunto EVT completo.[6]

## Propiedades

### EVTs completos
Cada EVT tiene una completación y cada EVT de Hausdorff tiene una completación de Hausdorff.
Cada EVT completo es un espacio cuasi completo y secuencialmente completo.
Sin embargo, los contrarios de las implicaciones anteriores son generalmente falsos.
Existe un EVT localmente convexo secuencialmente completo que no es cuasi completo.
Si un EVT tiene un entorno del origen completo, entonces está completo.
Cada EVT pseudometrizable completo es un espacio barrilado y un espacio de Baire (y por lo tanto, no exiguo).
La dimensión de un EVT metrizable completo es finita o no numerable.

### Redes de Cauchy y prefiltros
Cualquier base de entornos de cualquier punto en un EVT es un prefiltro de Cauchy.
Cada red convergente (respectivamente, prefiltro) en un EVT es necesariamente una red de Cauchy (respectivamente, un prefiltro de Cauchy).
Cualquier prefiltro que esté subordinado a (es decir, más fino que) un prefiltro de Cauchy, es necesariamente también un prefiltro de Cauchy, y cualquier prefiltro más fino que un prefiltro de Cauchy también es un prefiltro de Cauchy.
El filtro asociado con una sucesión en un EVT es de Cauchy si y solo si la sucesión es una sucesión de Cauchy.
Todo prefiltro convergente es un prefiltro de Cauchy.
Si {\displaystyle X} es un EVT y si {\displaystyle x\in X} es un punto de agrupación de una red de Cauchy (respectivamente, prefiltro de Cauchy), entonces esa red de Cauchy (respectivamente, ese prefiltro de Cauchy) converge a {\displaystyle x} en {\displaystyle X.}
Si un filtro Cauchy en un EVT tiene un punto de acumulación {\displaystyle x}, entonces converge a {\displaystyle x.}
Los aplicaciones uniformemente continuas hacen corresponder redes de Cauchy a redes de Cauchy.
Una sucesión de Cauchy en un EVT de Hausdorff {\displaystyle X,} cuando se considera como un conjunto, no es necesariamente relativamente compacto (es decir, su cierre en {\displaystyle X} no es necesariamente compacto) aunque sí es precompacto (es decir, su cierre en {\displaystyle X}), la completación del subconjunto acotado es compacta).
Cada sucesión de Cauchy es un subconjunto acotado, pero esto no es necesariamente cierto para la red de Cauchy. Por ejemplo, supóngase que {\displaystyle \mathbb {N} } tenga su orden habitual, que {\displaystyle \,\leq \,} denote cualquier conjunto preordenado en el ETV no discreto que no es {\displaystyle X} (es decir, {\displaystyle X} no tiene la topología trivial; también se supone que {\displaystyle X\cap \mathbb {N} =\varnothing }) y extiéndanse estos dos preórdenes a la unión {\displaystyle I~{\stackrel {\scriptscriptstyle {\text{def}}}{=}}~X\cup \mathbb {N} } declarando que {\displaystyle x\leq n} es válido para cada {\displaystyle x\in X} y {\displaystyle n\in \mathbb {N} .}
Sea {\displaystyle f:I\to X} definido por {\displaystyle f(i)=i} si {\displaystyle i\in X} y {\displaystyle f(i)=0} en caso contrario (es decir, si {\displaystyle i\in \mathbb {N} }, que es una red en {\displaystyle X,} ya que el conjunto reservado {\displaystyle (I,\leq )} es dirigido) este preorden en {\displaystyle I} también es conjunto parcialmente ordenado (respectivamente, un orden total) si esto es cierto para {\displaystyle (X,\leq )}). Esta red {\displaystyle f} es una red de Cauchy en {\displaystyle X} porque converge al origen, pero el conjunto {\displaystyle \{f(i):i\in I\}=X} no es un subconjunto acotado de {\displaystyle X} (porque {\displaystyle X} no tiene la topología trivial).
Supóngase ahora que {\displaystyle X} es una familia de EVTs y que {\displaystyle i,} denota el producto de estos EVTs. Supóngase también que para cada índice {\displaystyle {\mathcal {B}}_{i}} {\displaystyle X_{i}.} es un prefiltro en {\displaystyle X.} Entonces, el producto de esta familia de prefiltros es un filtro de Cauchy en {\displaystyle {\mathcal {B}}_{i}} si y solo si cada {\displaystyle X_{i}} es un filtro de Cauchy en {\displaystyle f:X\to Y}

### Aplicaciones
Si {\displaystyle f} es un homomorfismo topológico inyectivo de un EVT completo a un EVT de Hausdorff, entonces la imagen de {\displaystyle f(X)} (es decir, {\displaystyle f:X\to Y}) es un subespacio cerrado de {\displaystyle Y}.
Si {\displaystyle f} es un homomorfismo topológico de un EVT metrizable completo a un EVT de Hausdorff, entonces el orden de {\displaystyle f:X\to Y} es un subespacio cerrado de {\displaystyle Y.}
Si {\displaystyle f} es una aplicación continuamente uniforme entre dos EVT de Hausdorff, entonces la imagen bajo {\displaystyle f:D\to Y} de un subconjunto totalmente acotado de {\displaystyle X} es un subconjunto totalmente acotado de {\displaystyle Y.}
Extensiones uniformemente continuas
Supóngase que {\displaystyle f:D\to Y} es una aplicación uniformemente continua de un subconjunto denso {\displaystyle D} de un EVT {\displaystyle X} a un EVT de Hausdorff completo {\displaystyle Y.} Entonces, {\displaystyle f} tiene una extensión única uniformemente continua a todo {\displaystyle X.}
Si además {\displaystyle f} es un homomorfismo, entonces su única extensión uniformemente continua también es un homomorfismo.
Esto sigue siendo cierto si "EVT" se reemplaza por "grupo topológico conmutativo".
No es necesario que la aplicación {\displaystyle f} sea una aplicación lineal ni que {\displaystyle D} no sea un subespacio vectorial de {\displaystyle X.}
Extensiones lineales uniformemente continuas
Supóngase que {\displaystyle M} es un operador lineal continuo entre dos EVTs de Hausdorff. Si {\displaystyle X} es un subespacio vectorial denso de {\displaystyle f{\big \vert }_{M}:M\to Y} y si la restricción de {\displaystyle f:X\to Y} a {\displaystyle M} es un homomorfismo topológico, entonces también es un homomorfismo topológico. Entonces, si {\displaystyle C} y {\displaystyle D} son completaciones de Hausdorff de {\displaystyle X} e {\displaystyle Y,} respectivamente, y si {\displaystyle f:X\to Y} es un homomorfismo topológico, entonces la extensión lineal continua única de{\displaystyle f} {\displaystyle F:C\to D}, es un homomorfismo topológico (téngase en cuenta que es posible que {\displaystyle f:X\to Y} sea sobreyectivo, pero que para {\displaystyle F:C\to D} no sea inyectivo).
Supóngase que {\displaystyle X} e {\displaystyle Y} son EVTs de Hausdorff, {\displaystyle M} es un subespacio vectorial denso de {\displaystyle X,} y {\displaystyle N} es un subespacio vectorial denso de {\displaystyle Y.} Si {\displaystyle M} y {\displaystyle N} son subgrupos aditivos topológicamente isomórficos a través de un homomorfismo topológico {\displaystyle f}, entonces lo mismo ocurre con {\displaystyle X} e {\displaystyle Y} a través de la extensión única uniformemente continua de {\displaystyle f} (que también es un homeomorfismo).

### Subconjuntos
Subconjuntos completos
Cada subconjunto completo de un EVT es secuencialmente completo.
Un subconjunto completo de un EVT de Hausdorff {\displaystyle X} es un subconjunto cerrado de {\displaystyle X.}
Cada subconjunto compacto de un EVT está completo (incluso si el EVT no es de Hausdorff o no está completo).
Los subconjuntos cerrados de un EVT completo están completos; sin embargo, si un EVT {\displaystyle X} no está completo, entonces {\displaystyle X} es un subconjunto cerrado de {\displaystyle X} que no está completo.
El conjunto vacío es un subconjunto completo de cada EVT.
Si {\displaystyle C} es un subconjunto completo de un EVT (el EVT no es necesariamente de Hausdorff o completo), entonces cualquier subconjunto de {\displaystyle C} que esté cerrado en {\displaystyle C} está completo.
Complementos topológicos
Si {\displaystyle X} es un espacio de Fréchet no normable en el que existe una norma continua, entonces {\displaystyle X} contiene un subespacio vectorial cerrado que no tiene subespacio complementado.
Si {\displaystyle X} es un EVT completo y {\displaystyle M} es un subespacio vectorial cerrado de {\displaystyle X} tal que {\displaystyle X/M} no está completo, entonces {\displaystyle H} no tiene un subespacio complementado en {\displaystyle X.}
Subconjuntos de completaciones
Sea {\displaystyle M} un espacio vectorial topológico metrizable localmente convexo separable y sea {\displaystyle C} su completación. Si {\displaystyle S} es un subconjunto acotado de {\displaystyle C}, entonces existe un subconjunto acotado {\displaystyle R} de {\displaystyle X} tal que {\displaystyle S\subseteq \operatorname {cl} _{C}R.}
Relación con subconjuntos compactos
Un subconjunto de un EVT que (no se supone que es de Hausdorff o completo) es compacto si y solo si está completo y totalmente acotado. En consecuencia, un subconjunto cerrado y totalmente acotado de un EVT completo es compacto.
En un EVT localmente convexo de Hausdorff, la envolvente convexa de un conjunto precompacto vuelve a ser precompacto. En consecuencia, en un EVT de Hausdorff localmente convexo completo, la envolvente convexa cerrada de un subconjunto compacto es nuevamente compacta.
La envolvente convexa de un subconjunto compacto de un espacio de Hilbert no es necesariamente cerrada y, por lo tanto, tampoco es necesariamente compacta. Por ejemplo, sea {\displaystyle H} el espacio de Hilbert separable {\displaystyle \ell ^{2}(\mathbb {N} )} de sucesiones sumables al cuadrado con la norma habitual {\displaystyle \|\cdot \|_{2}} y sea {\displaystyle e_{n}=(0,\ldots ,0,1,0,\ldots )} una base ortonormal estándar (es decir, {\displaystyle 1} en la coordenada {\displaystyle n^{\text{-ésima}}}. El conjunto cerrado {\displaystyle S=\{0\}\cup \left\{{\tfrac {1}{n}}e_{n}\right\}} es compacto pero su envolvente convexa {\displaystyle \operatorname {co} S} no es un conjunto cerrado porque {\displaystyle h:=\sum _{n=1}^{\infty }{\tfrac {1}{2^{n}}}{\tfrac {1}{n}}e_{n}} pertenece al cierre de {\displaystyle \operatorname {co} S} en {\displaystyle H} pero {\displaystyle h\not \in \operatorname {co} S} (ya que cada sucesión {\displaystyle z\in \operatorname {co} S} es una combinación convexa finita de elementos de {\displaystyle S} y por lo tanto es necesariamente {\displaystyle 0} en todas las coordenadas excepto en un número finito, lo cual no es cierto para {\displaystyle h}). Sin embargo, como en todos los espacios localmente convexos completos de Hausdorff, la envolvente convexa cerrada {\displaystyle K:={\overline {\operatorname {co} }}S} de este subconjunto compacto es compacta. El subespacio vectorial {\displaystyle X:=\operatorname {span} S} es un espacio prehilbertiano cuando está dotado de la subestructura que el espacio de Hilbert {\displaystyle H} induce sobre él, pero {\displaystyle X} no está completo y {\displaystyle h\not \in K\cap X} (ya que {\displaystyle h\not \in X})). La envolvente convexa cerrada de {\displaystyle S} en {\displaystyle X} (aquí, "cerrada" significa con respecto a {\displaystyle X,} y no a {\displaystyle H} como antes) es igual a {\displaystyle K\cap X,}, que no es compacto (porque no es un subconjunto completo). Esto muestra que en un espacio localmente convexo de Hausdorff que no está completo, la envolvente convexa cerrada del subconjunto compacto podría  no ser compacta (aunque será precompacta/totalmente acotada).
Todo conjunto completo totalmente acotado es relativamente compacto.
Si {\displaystyle X} es cualquier EVT, entonces la aplicación cociente {\displaystyle q:X\to X/\operatorname {cl} _{X}\{0\}} es una aplicación  cerrada y, por lo tanto, {\displaystyle S+\operatorname {cl} _{X}\{0\}\subseteq \operatorname {cl} _{X}S}. Un subconjunto {\displaystyle S} de un EVT {\displaystyle X} está totalmente acotado si y solo si su imagen bajo la aplicación cociente canónico {\displaystyle q:X\to X/\operatorname {cl} _{X}\{0\}} está totalmente acotada. En consecuencia, {\displaystyle S} está totalmente acotado si y solo si {\displaystyle S+\operatorname {cl} _{X}\{0\}} está totalmente acotado. En cualquier EVT, el cierre de un subconjunto totalmente acotado vuelve a ser totalmente acotado.
En un espacio localmente convexo, la envolvente convexa y la envolvente en forma de disco de un conjunto totalmente acotado están totalmente acotados. Si {\displaystyle S} es un subconjunto de un EVT {\displaystyle X} tal que cada secuencia en {\displaystyle S} tiene un punto de agrupación en {\displaystyle S}, entonces {\displaystyle S} está totalmente acotado. Un subconjunto {\displaystyle S} de un EVT de Hausdorff {\displaystyle X} está totalmente acotado si y solo si cada ultrafiltro en {\displaystyle S} es de Cauchy, lo que sucede si y solo si es precompacto (es decir, su cierre al completar {\displaystyle X} es compacto).
Si {\displaystyle S\subseteq X} es compacto, entonces {\displaystyle \operatorname {cl} _{X}S=S+\operatorname {cl} _{X}\{0\}} y este conjunto son compactos. Por tanto, la clausura de un conjunto compacto es compacta. En conclusión, todos los conjuntos compactos son relativamente compactos. Por lo tanto, el cierre de un conjunto compacto es compacto. Cada subconjunto relativamente compacto de un EVT de Hausdorff está totalmente acotado.
En un espacio localmente convexo completo, la envolvente convexa y la envolvente en forma de disco de un conjunto compacto son ambas compactas. De manera más general, si {\displaystyle K} es un subconjunto compacto de un espacio localmente convexo, entonces la envolvente convexa {\displaystyle \operatorname {co} K} (respectivamente, la envolvente en forma de disco {\displaystyle \operatorname {cobal} K}) es compacta si y solo si está completa.
Cada subconjunto {\displaystyle S} de {\displaystyle \operatorname {cl} _{X}\{0\}} es compacto y, por lo tanto, completo. En particular, si {\displaystyle X} no es de Hausdorff, entonces existen conjuntos completos compactos que no están cerrados.

## Demostraciones
1. ↑  Sea {\displaystyle W} un entorno del origen en {\displaystyle X.} Dado que {\displaystyle A(W)} es un entorno de {\displaystyle 0} en {\displaystyle I\times H,}, existe un entorno abierta (o cerrada) {\displaystyle V} de {\displaystyle 0} en {\displaystyle H} tal que {\displaystyle I\times V\subseteq A(W)} es un entorno del origen. Claramente, {\displaystyle V} está abierto (o cerrado) si y solo si {\displaystyle I\times V} está abierto (o cerrado). Sea {\displaystyle U=I+V}, de modo que {\displaystyle A(U)=I\times V\subseteq A(W)} donde {\displaystyle U} esté abierto (o cerrado) si y solo si {\displaystyle V} está abierto (o cerrado).
2. ↑  Supóngase que {\displaystyle S} es compacto en {\displaystyle X} y sea {\displaystyle {\mathcal {C}}} un filtro de Cauchy en {\displaystyle S.} Sea {\displaystyle {\mathcal {D}}=\left\{\operatorname {cl} _{S}C~:~C\in {\mathcal {C}}\right\}} de modo que {\displaystyle {\mathcal {D}}} sea un filtro de Cauchy de conjuntos cerrados. Dado que {\displaystyle {\mathcal {D}}} tiene la propiedad de intersección finita, existe algún {\displaystyle s\in S} tal que {\displaystyle s\operatorname {cl} _{S}C} para todo {\displaystyle C\in {\mathcal {C}}}, por lo que {{\displaystyle s\in \operatorname {cl} {\mathcal {C}}} (es decir, {\displaystyle s} es un punto de acumulación de {\displaystyle {\mathcal {C}}}). Dado que {\displaystyle {\mathcal {C}}} es de Cauchy, {\displaystyle {\mathcal {C}}\to x} en {\displaystyle S.} Por lo tanto, {\displaystyle S} está completo. Que {\displaystyle S} también esté totalmente acotado se desprende inmediatamente de la compacidad de {\displaystyle S.}
3. ↑  Dado cualquier recubrimiento abierto de {\displaystyle S,} selecciónese cualquier conjunto abierto {\displaystyle U} de ese recubrimiento que contenga el origen. Dado que {\displaystyle U} es un entorno del origen, {\displaystyle U} contiene a {\displaystyle \operatorname {cl} _{X}\{0\}} y, por lo tanto, contiene a {\displaystyle S.}